# La montaña sin ley
La montaña sin ley ist ein spanischer Abenteuerfilm mit einer Zorro-Figur als Protagonist, der 1953 von Miguel Lluch inszeniert wurde. Er wurde im deutschsprachigen Raum nicht aufgeführt.

## Handlung
Der mexikanische junge Edelmann Ricardo beseitigt, angestellt als Kurier, die Folgen einiger Räubereien. Auch für Maria, die er liebt, begibt er sich die Gefahr der Auseinandersetzung mit der dahinter stehenden Bande, wird gefangen genommen und mit der Hilfe eines Zigeunermädchens wieder befreit. Dann kann er den Schuldigen an den Untaten und Hintermann der Gauner, Don Rafael, entlarven.

## Bemerkungen
In Frankreich wurde der Film als Zorro-Film gezeigt.